# Crnota
Crnota (mađ. Csarnóta) je selo u južnoj Mađarskoj.
Zauzima površinu od 5,33 km četvorna.

## Zemljopisni položaj
Nalazi se na 45° 53' 43" sjeverne zemljopisne širine i 18° 12' 53" istočne zemljopisne dužine, na sjevernim obroncima Viljanske planine.
Szava je 3 km zapadno, Garija je 2,5 km sjeverozapadno, Bišira je 2 km istočno-sjeveroistočno, Jud je 3,5 km, a Šikloš je 5 km jugoistočno, Teređ je 2,5 km južno, Visov je 3 km, a Marva 3,5 km jugozapadno, a Turon je 500 m sjeveroistočno.

## Upravna organizacija
Upravno pripada Šikloškoj mikroregiji u Baranjskoj županiji. Poštanski broj je 7811. 

## Povijest
U povijesnim izvorima se prvi put spominje 1309. pod imenom Chernete i kasnije u obliku Crnota. Dokumenti iz 1542. spominju ovo selo pod imenom Charnotha.
Kralj Matija Korvin je darovao Crnotu obitelji Kisvárdai. Nakon turske okupacije je Crnota pripala obitelji Batthyány. 
Crnota je za vrijeme socijalizma bila podređena upravi iz sela Turona i kasnije Salante.

## Stanovništvo
Crnota ima 149 stanovnika (2001.). Mađari su većina. Rimokatolika je 52%, kalvinista je 25%, luterana je 8,3%, bez vjere 10% te ostalih.

## Vanjske poveznice
- (mađ.) Csarnóta a Vendégvárón  Arhivirana inačica izvorne stranice od 11. siječnja 2005. (Wayback Machine)
- Crnota na fallingrain.com